# Parque Avellaneda
Parque Avellaneda è un barrio della città di Buenos Aires. Ha 54.191 abitanti per una superficie di 5.2 km².
Il nome deriva dal presidente dell'Argentina di allora Nicolás Avellaneda. Il quartiere ospita il parco naturale Parque Avellaneda, inaugurato il 28 marzo 1914, inizialmente chiamato Parque Olivera.

## Sport
La principale società calcistica del quartiere è il Deportivo Español.